# Seleção Emiradense de Handebol Masculino
A Seleção Emiradense de Handebol Masculino (português brasileiro) ou Seleção Emiradense de Andebol Masculino (português europeu) é a representante dos Emirados Árabes Unidos nas competições oficiais internacionais de Andebol. Para tal ela é regida pela Federação dos Emirados Árabes Unidos de Handebol, que por sua vez é filiada à Federação Internacional de Andebol desde 1978.